# Kvalsundbrua
Kvalsundbrua je visutý most v blízkosti Kvalsundu v norském kraji Finnmark. Most přemosťuje průliv Kvalsundet oddělující ostrov Kvaløya od Skandinávského poloostrova. Nachází se západně od vesnice Kvalsund a 25 km jižně od města Hammerfest.
Most byl otevřen v roce 1977 a jeho celková délka je 741 m. Má 11 polí, největší má délku 525 m. V nejvyšším bodě se mostovka nachází 26 m nad hladinou průlivu, severní pylon má výšku 97 m a výška jižního pylony je 81 m. Je nejsevernějším visutým mostem světa a jeho hlavní rozpětí bylo do dokončení zavěšeného mostu Skarnsundbrua nejdelším v zemi (v současnosti je na osmém místě).